# 屋敷女
『屋敷女』（やしきおんな、原題：À l'intérieur、英題：Inside）は、2007年のフランスのスプラッター・サスペンス映画。R-18指定。日本では映像の一部を修正して2008年に劇場公開されたが、2021年に前回の修正該当箇所を無修正のまま『屋敷女ノーカット完全版』の邦題で公開した。
2016年にミゲル・アンヘル・ビバス監督により『インサイド』としてリメイクされている。

## ストーリー
四ヶ月前に夫のマチュー（ジャン＝バプティスト・タブーラン）を自身の運転する車の衝突事故で亡くしたサラ（アリソン・パラディ）は、出産を間近に控えていた。クリスマス・イヴの日、産婦人科からサラは一人で自宅に戻る。その夜、黒ずくめの女（ベアトリス・ダル）が電話を貸してほしいと訪ねてくる。

## キャスト
エンド・クレジットの順番で記載。
- サラ：アリソン・パラディ（フランス語版）
- マチュー：ジャン＝バプティスト・タブーラン
- 医師：クロード・ルーレ
- 看護師：ドミニク・フロ（フランス語版）
- ルイーズ：ナタリー・ルーセル（フランス語版）
- ジャン＝ピエール：フランソワ＝レジス・マルシャソン（フランス語版）
- 女（侵入者）：ベアトリス・ダル
- 女性警察官：ハイアム・ゼイツウン（フランス語版）
- 警察官1：タハール・ラヒム
- 警察官2：エマニュエル・グエス
- パトロール中の警察官1：リュドヴィック・ベルティロ（フランス語版）
- パトロール中の警察官2：エマニュエル・ランジ
- パトロール中の警察官3：ニコラ・デュヴォシェル
- アブデル：エマン・サイディ（フランス語版）

## スタッフ
- 監督：アレクサンドル・バスティロ（フランス語版）、ジュリアン・モーリー（フランス語版）
- 脚本：アレクサンドル・バスティロ
- 製作：ヴェラーヌ・フレディアニ、フランク・リビエール
- 製作補：ロドルフ・グリエルミ
- 音楽：フランソワ・ウード（フランス語版）
- 撮影監督：ローラン・バレ
- 編集：バクスター
- 美術監督：マルク・ティエボー
- 衣装デザイン：マルティーヌ・ラパン
- 音響監修：ジャック・サンズ
- 特殊メイク監修：ジャック=オリヴィエ・モロン
- 特殊メイク：ピエール=オリヴィエ・テヴナン、フレデリック・バルマー、セバスチャン・イマート、エルワン・サイモン、
アレクシス・カインバーニャン、ガイ・ボンネル、アナベル・プティ、セシール・ムニエ、ニコラス・ハーリン、
ジェレミー・ビュレット・カラヴィータ、ローレント・ユエ、マシュー・ローザック、ベレンジェール・コータックス、
ダフィー・ビウリュークス、ガリーナ・ブーケ、オリヴィエ・アフォンソ、ピエール=オリヴィエ・ペルサン
- 特殊造形：ブルーノ・マロベルティ
- 視覚効果監修：ロドルフ・グリエルミ
- 視覚効果：BRフィルムズ
- 3DベビーCG：MAC GUFF
- スタント監修：エマニュエル・ランジ
- オープニング・クレジット：BRフィルムズ
- スペシャル・サンクス：サム・ライミ（※ライミ本人は一切関わっていない）

## 各国のレイティング
残虐表現が激しいため、いくつかの国では当該シーンの修正やカットを余儀なくされている。日本版については後述。
- フランス：-16
- 日本：R-18（一部修正）、審査拒否（ノーカット版、セル版DVDで鑑賞可能）、R-18（2021年公開のノーカット完全版）
- アメリカ：R（75分版）、NC-17（ノーカット版、後に未審査でDVD発売）
- ドイツ：18（一部カット）、公開禁止（ノーカット版）
- フィンランド：K-18
- アルゼンチン：18

## トリビア
- 日本劇場公開版とレンタルDVD版では、クライマックスのあるシーンが、黒いぼかしで修正されている。これは映倫からオリジナル版が審査を拒否されたため、日本の配給サイドで自主的に修正を加えたものである（映倫を通していない映画は殆どの映画館で上映を拒否されるため）。なお、無修正の映像はアンレイテッド（未審査）のセル版DVDのみで鑑賞が可能となっている。
- 日本キャッチコピー「この女、凶暴につき。」（元ネタは映画『その男、凶暴につき』）
- 女性警察官（ハイアム・ゼイツウン（フランス語版））が、サラ（アリソン・パラディ（フランス語版））宅のリビングで話を聞いている際、背後の半開きのドアに女（ベアトリス・ダル）の侵入を一瞬であるが確認できる。
- 後半、パトロール中の警察官達がサラの自宅を訪れるシーンで、玄関のドア横に番地を確認することができる。その数字は獣の数字である。